# بيتر هال
بيتر هال (بالإنجليزية: Peter Hall)‏‏ (22 نوفمبر 1930 – 11 سبتمبر 2017) هو ممثل ومخرج مسرحي، مخرج سينمائي، وفنان، من المملكة المتحدة.

## التعليم
تعلم في كلية القديسة كاترين في جامعة كامبريدج ‏.

## جوائز وترشيحات
حصل على جوائز منها:
- جائزة توني لأفضل إخراج مسرحي [الإنجليزية]‏ (1981)
- جائزة توني لأفضل إخراج مسرحي [الإنجليزية]‏ (1967)
- قائد وسام الامبراطورية البريطانية
- جائزة لورنس أوليفيه.

ترشح لـ:
- جائزة توني لأفضل إخراج مسرحي [الإنجليزية]‏ (1996)
- جائزة توني لأفضل إخراج مسرحي [الإنجليزية]‏ (1992)
- جائزة توني لأفضل إخراج مسرحي [الإنجليزية]‏ (1990)
- جائزة توني لأفضل إخراج مسرحي [الإنجليزية]‏ (1980)
- جائزة توني لأفضل إخراج مسرحي [الإنجليزية]‏ (1979)
- جائزة توني لأفضل إخراج مسرحي [الإنجليزية]‏ (1972)
- Tony Award for Best Director [الإنجليزية]‏ (1958).

## وصلات خارجية
- بيتر هال على موقع IMDb (الإنجليزية)
- بيتر هال على موقع الموسوعة البريطانية (الإنجليزية)
- بيتر هال على موقع مونزينجر (الألمانية)
- بيتر هال على موقع ألو سيني (الفرنسية)
- بيتر هال على موقع ميوزك برينز (الإنجليزية)
- بيتر هال على موقع أول موفي (الإنجليزية)
- بيتر هال على موقع قاعدة بيانات برودواي على الإنترنت (الإنجليزية)
- بيتر هال على موقع قاعدة بيانات الأفلام السويدية (السويدية)
- بيتر هال على موقع إن إن دي بي (الإنجليزية)
- بيتر هال على موقع قاعدة بيانات الفيلم (الإنجليزية)